# Радомский оружейный завод

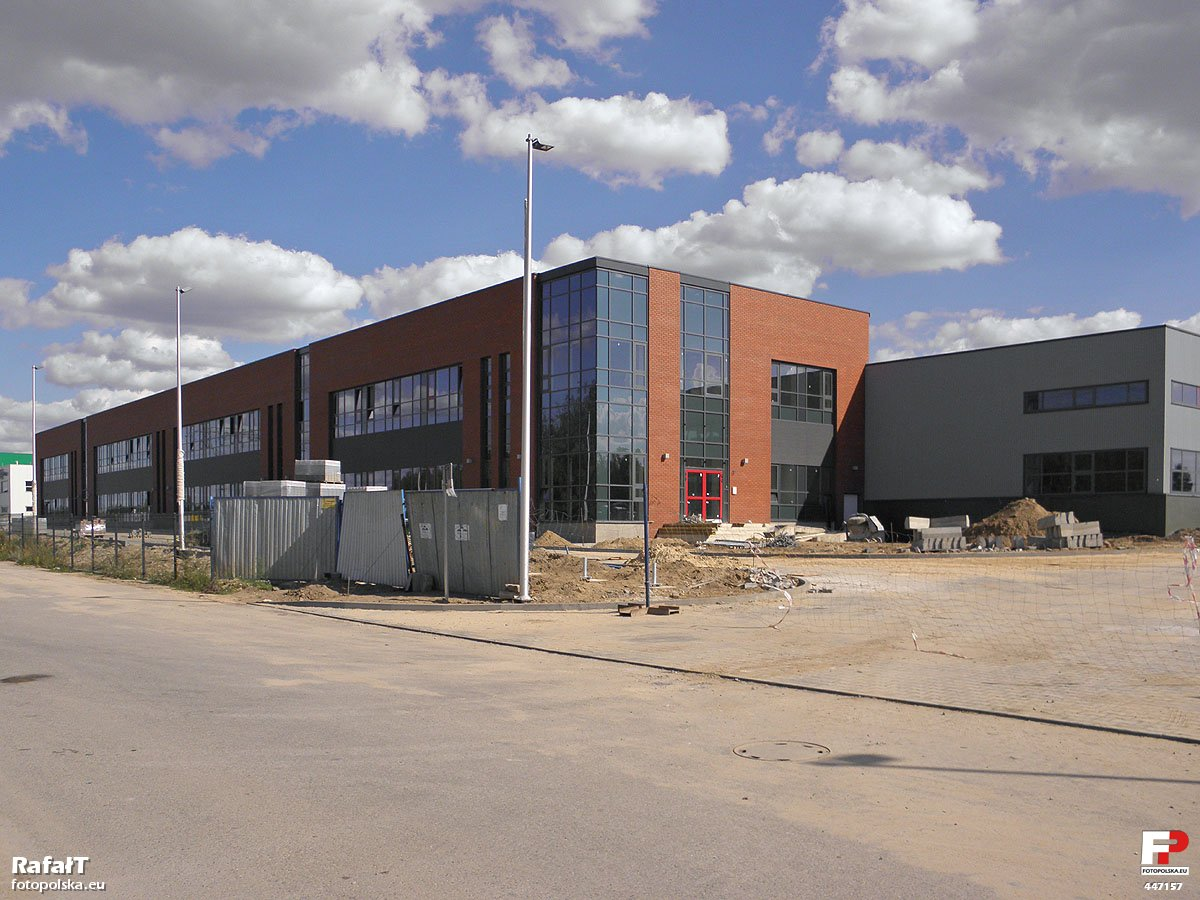
Новое здание завода.

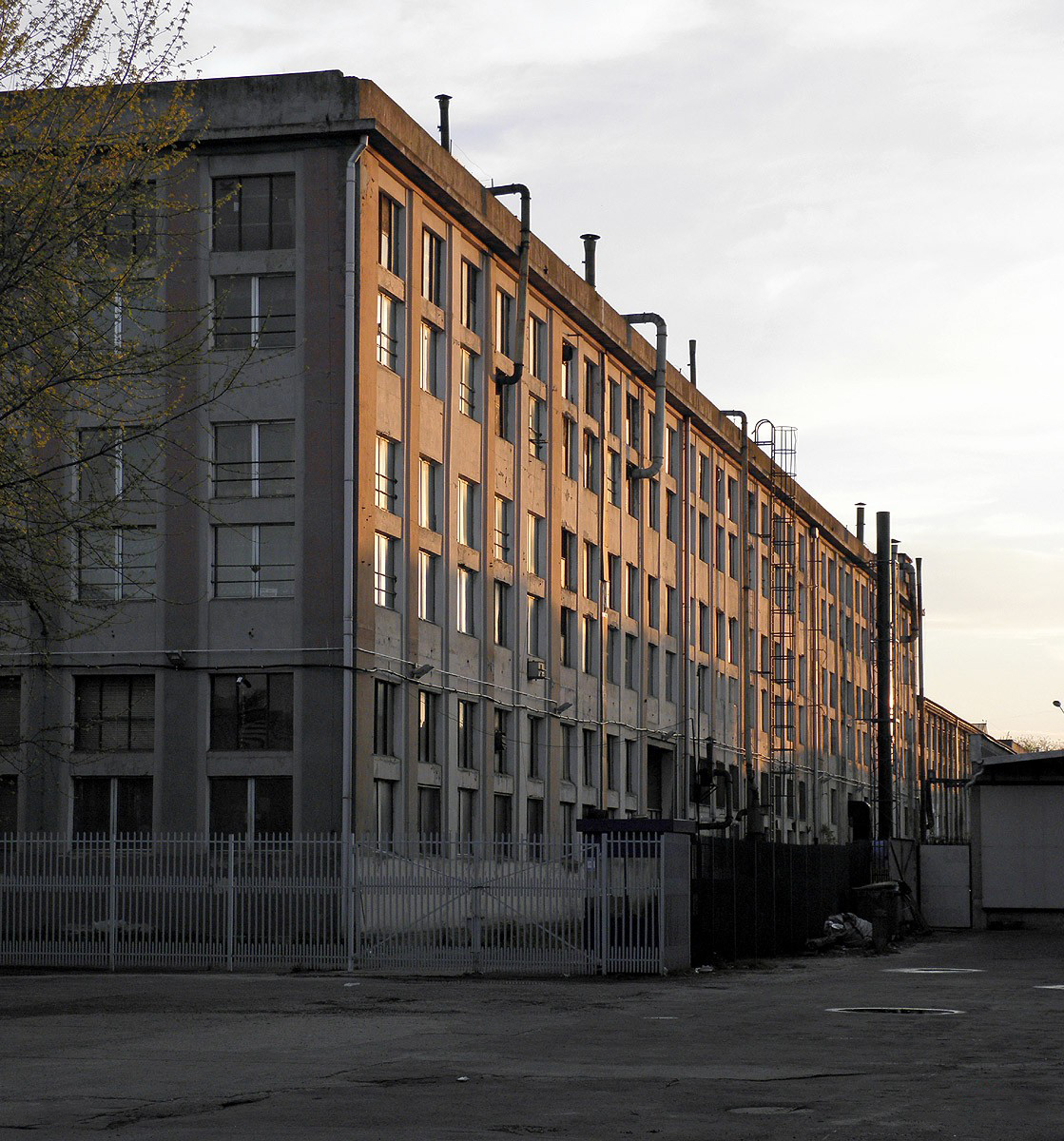
Старое здание, построенное в 1930-х.

Радомский оружейный завод «Лучник» (пол. Fabryka Broni „Łucznik” – Radom) — польское государственное предприятие, выпускающее продукцию военного назначения. Завод "Лучник" располагается в городе Радом. Он входит в «Польский оборонный холдинг».

## История
29 апреля 1922 года экономический комитет Совета министров решил создать польскую оборонную промышленность для нужд польской армии. Таким образом в Министерстве обороны был создан «Центральный совет по военным предприятиям» (Centralny Zarząd Wytwórni Wojskowych). ЦСВП построил  оружейную фабрику в Радоме, которая вместе с оборудованием обошлась в 18 314 000 злотых. Производить оружие завод начал с 1927 года. В этом же году он был подчинён оружейному концерну «Государственные военные заводы» (Państwowe Wytwórnie Uzbrojenia). 31 декабря 1927 года завод начал свою работу под руководством директора Казимежа Олдаковского.
В 1990 году завод носил название «Механический завод „Лучник“» (Zakłady Mechaniczne Łucznik).
В 1990-е годы завод чуть было не обанкротился из-за ограничения заказов от польской армии. В связи с перевооружением на стандарты НАТО, завод значительно поправил своё положение, был пущен в серию автомат Kbs wz. 96 Beryl. При этом пистолет MAG проиграл в конкурсе на новый польский армейский пистолет и потеряла спрос гражданская самозарядная винтовка Radom Hanter.
К концу 1990-х положение завода снова ухудшилось и 13 ноября 2000 году он был объявлен банкротом. 30 июня 2000 года Лучник и Агентство по промышленному развитию создали на базе завода компанию «Радомский оружейный завод „Лучник“» (Fabryka Broni «Łucznik» — Radom).
В 2013 году завод получил чистой прибыли 2 млн злотых при общих доходах в 56 млн злотых. Открыт производственный филиал в США для продаж на местном рынке гражданского оружия. Построена новая штаб-квартира завода.

## Продукция
- Револьвер Nagant wz. 30;
- Пистолет PPS;[2]
- Пистолет P99;[3]
- Пистолет P99 RAD;[4]
- Пистолет PR-15 Ragun;
- Пистолет Vis wz. 35;[5]
- Пистолет-пулемёт PM-98 и PM-06;[6][7]
- Штурмовая винтовка Kbk wz. 96 Beryl;
- Модульный стрелковый комплекс MSBS;
- Самозарядная спортивная винтовка Radom-Sport;

Ранее производились реплики Mauser 98:
- Kbk wz. 29 (1930—1939);
- Kb wz. 98a (1936—1939);

Советское оружие по лицензии:
- Pistolet sygnałowy wz. 1944
- Винтовка Мосина (1951—1955);
- Пистолет ТТ (1947—1956);
- ППШ (1951—1953?);
- ППС и ППС-43/52 (1951—1955);
- АК и АКМ (1957—1992, 1997—2000);
- ДП-28 и ДПМ (1952—1955);
- РПД (1958—1961);

Оружие собственной разработки:
- Пистолет Vis wz. 35 (1935—1945);
- Пистолет PM-63 RAK (1964—1974);
- Пистолет P-64 (1965—1977);
- Пистолет-пулемёт PM-84 Glauberyt;
- Radom Hunter — самозарядный АКМ с разной длиной цевья;[8] ('80, '90 — ~2000)
- Автомат Kbk wz. 88 Tantal (1990—1994);
- Модульный стрелковый комплекс MSBS;
- Пистолет MAG-95 и MAG-98.[9]